# Linux XP
Linux XP – dystrybucja Linuksa oparta na Fedorze, do złudzenia przypominająca system operacyjny Windows XP, stworzona przez Rosjan. Dystrybucja jest rozpowszechniana na licencji GPL.
System dostępny jest do pobrania z Internetu w 30-dniowej wersji shareware. Potem należy zarejestrować produkt.